# Orthogonius thaicus
Orthogonius thaicus – gatunek chrząszcza z rodziny biegaczowatych i podrodziny Orthogoniinae.

## Opis
Biegaczowaty ten osiąga 14,5 mm długości ciała. Ciało wypukłe, smukłe, ciemnobrązowe. Nadustek z czterema szczecinkami i przednią krawędzią obrzeżoną. Bródka z parą szczecinek. Rzędy pokryw głębokie. Międzyrzędy wypukłe, gładkie. Języczek z dwoma szczecinkami na wierzchołku.

## Występowanie
Gatunek ten występuje w południowej Tajlandii i Singapurze.